# Keniten (Ponorogo)
Keniten is een bestuurslaag in het regentschap Ponorogo van de provincie Oost-Java, Indonesië. Keniten telt 8359 inwoners (volkstelling 2010).